# Perilissus buccinator
Perilissus buccinator là một loài tò vò trong họ Ichneumonidae.